# Субіє Налбандова
Субіє Налбандова (крим. Subiye Nalbandova, нар. 24 березня 1938 — пом. 29 липня 2021) — кримськотатарська телеведуча, педагогиня, співачка, авторка дитячої літератури й акторка. Створила першу в історії кримськотатарської культури дитячу телепередачу — «Мерабан'из, балалар». Заслужена діячка мистецтв Криму та України, заслужена журналістка України.

## Біографія та кар'єра
Субіє Налбандова народилася 24 березня 1938 року в Криму, звідки 18 травня 1944 року усю її родину депортувала радянська влада. До 1955 року Налбандови жили в спецпоселенні в Марійській АРСР. У 13 років Субіє довелося вантажити ліс, щоб заробити на їжу. 1955 року сім'я перебралася до Таджикистану. Тут Налбандова стала учасницею співочого гуртка, створеного її братом Едемом. Згодом закінчила Ленінабадське музучилище, потім вступила до Ташкентського театрального інституту.
1990 року, коли родина повернулася до Криму, Субіє Налбандова стала викладачкою вокалу й сценічної мови в Кримському училищі культури. Згодом почала працювати в кримськотатарській редакції ДТРК «Крим», де створила першу в історії кримськотатарської культури дитячу телепередачу — «Мерабан'из, балалар». Субіє доводилося робити все самій: шити ляльки, рухати їх у кадрі, озвучувати, писати казки та вірші, готувати дітей до ефіру.
Хоча за фахом Налбандова акторка, вона ніколи нею не працювала. Першою роллю була участь у фільмі «Хайтарма» її сина Ахтема Сеітаблаєва.
Померла 29 липня 2021 року в Сімферополі від коронавірусної хвороби. Похована на мусульманському кладовищі в Бахчисараї.